# Рив-де-л’Йон
Рив-де-л’Йон (фр. Rives de l'Yon) — новая коммуна на западе Франции, регион Пеи-де-ла-Луар, департамент Вандея, округ Ла-Рош-сюр-Йон, кантон Марёй-сюр-ле-Дисе. Расположена в 10 км к юго-востоку от Ла-Рош-сюр-Йона, в 8 км от автомагистрали А87. 
Население (2019) — 4 217 человек.

## История
Коммуна образована 1 января 2016 года путем слияния коммун Сен-Флоран-де-Буа и Шайе-су-ле-Ормо. Центром коммуны является Сен-Флоран-де-Буа. От него к новой коммуне перешли почтовый индекс и код INSEE. На картах в качестве координат Рив-де-л’Йона указываются координаты Сен-Флоран-де-Буа.

## Достопримечательности
- Церковь Святого Флорентия в Сен-Флоран-де-Буа
- «Дом стрекоз» – краеведческий музей в Шайе-су-ле-Ормо

## Экономика
Структура занятости населения:
- сельское хозяйство — 11,0 %
- промышленность — 4,4 %
- строительство — 5,2 %
- торговля, транспорт и сфера услуг — 24,0 %
- государственные и муниципальные службы — 55,4 %

Уровень безработицы (2019) — 7,0 % (Франция в целом —  12,9 %, департамент Вандея — 10,5 %). 

Среднегодовой доход на 1 человека, евро (2019) — 20 660 (Франция в целом — 21 930, департамент Вандея — 21 550).

## Администрация
Пост мэра Рив-де-л’Йона с 2020 года занимает Кристоф Эрмуэ (Christophe Hermouet). На муниципальных выборах 2020 года возглавляемый им правый список победил в 1-м туре, получив 55,15 % голосов.
| Период | Период | Фамилия        | Партия        | Примечания                                             |
| ------ | ------ | -------------- | ------------- | ------------------------------------------------------ |
| 2016   | 2020   | Жан-Луи Батито | Разные правые | менеджер торговой палаты, бывший мэр Сен-Флоран-де-Буа |
| 2020   |        | Кристоф Эрмуэ  | Разные правые | преподаватель права                                    |

## Города-побратимы
- Силкстоун, Великобритания
- Рётенбах, Германия
- Красна, Румыния

## Галерея

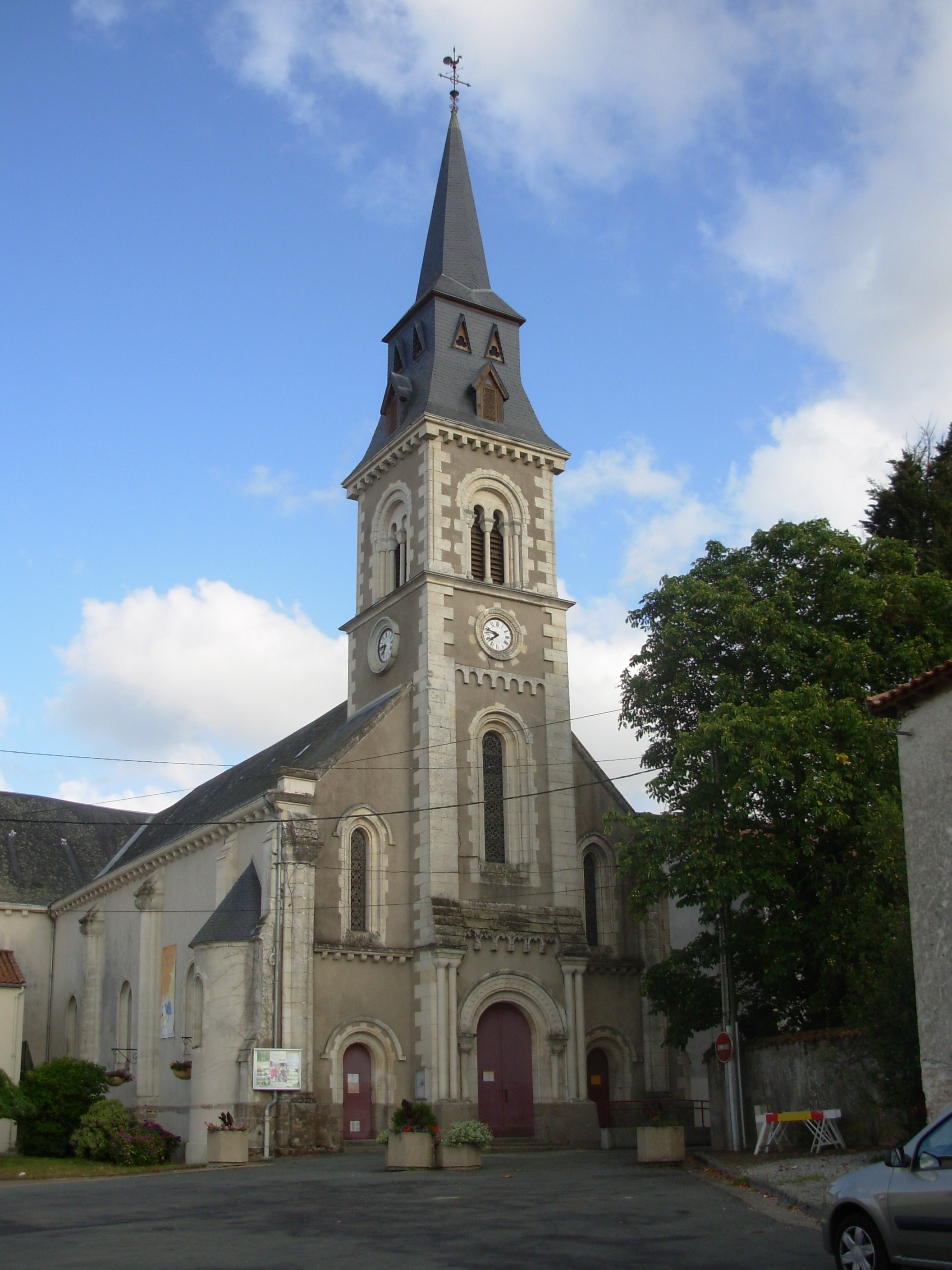
Церковь Святого Флорентия
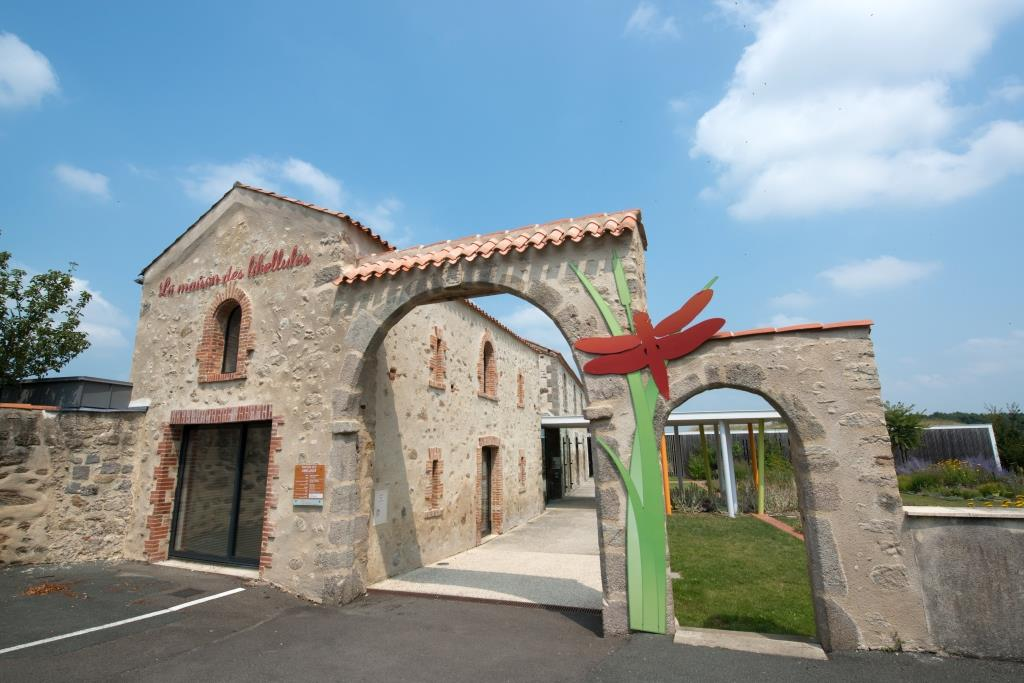
«Дом стрекоз»